# Марауненхоф
Марауненхоф (нем. Maraunenhof) — район Кёнигсберга. Располагался в районе улицы Тельмана (главная улица района). Сейчас территория Марауненхофа входит в состав Ленинградского района Калининграда. 

## История
Район возник в начале XX века, после того, как в 1906 году старые вальные укрепления утратили военное значение и были проданы военным ведомством городу. После этого укрепления были частично снесены. Тогда за пределами бывших городских укреплений начали возникать новые городские районы. Одним из них стал Марауненхоф, застройка которого началась примерно в 1910 году. Своё название район позаимствовал от бывшего поместья, располагавшегося к западу от Верхнего пруда.
Марауненхоф был живописно расположен на западном берегу Верхнего пруда. Район застраивался частными виллами. В общем, застройка Марауненхофа велась в соответствии с теми же принципами, что и в другом кёнигсбергском районе-саде Амалиенау. Однако виллы Марауненхофа были в большинстве своём более скромными, чем в Амалиенау. Виллы строились либо в югендстиле, либо в стиле, имитирующем архитектуру сельского дома. Застройка Марауненхофа велась акционерным обществом «Обертайх-Марауненхоф» (нем. Königsberger Terrain-Aktien-Gesellschaft Oberteich-Maraunenhof).
Район пострадал во время Второй мировой войны, но всё-таки большая часть немецкой застройки сохранилась.

## Улицы и площади Марауненхофа
Улицы
- Августы-Виктории аллея (Auguste-Viktoria Allee) — ныне — ул. Тельмана
- Герцога-Альбрехта аллея (Herzog Albrecht Allee) — главная улица района, ныне — ул. Тельмана на участке от пересечения с улицей Гоголя
- Ховербек улица (Hoverbeckstrasse) — ул. Тургенева
- Ауерсвальд ул. (Auerswaldstrasse) — ул. Чехова
- Валленродта ул. (Wallenrodstrasse) — ул. Ленинградская
- Обертайхуфер (Oberteihufer) — ул. Верхнеозёрная
- Венера ул. (Wehnerstrasse) — ул. Лёни Голикова
- Эрнста Вихерта ул. (Wichertstrasse) — ул. Гоголя
- Лонса ул. (Lonsstrasse) — ул. Лермонтова
- Бурова ул. (Burowstrasse) — ул. Грибоедова
- Портная (Шнайдера) ул. (Schneiderstrasse) — ул. Верхнеозёрная на участке от перекрёстка с ул Лермонтова до ул Некрасова
- Розенкранц-аллея (Rosenkranzallee) — ул. Некрасова
- Доротеи ул. (Dorotheenstrasse) — ул. Лескова
- Зудерманна ул. (Sudermannstrasse) — ул. Толстого
- Иордан-ул. (Jordanstrasse) короткий участок ул. Островского от перекрёстка с ул. Чехова до перекрёстка с ул. Александра Невского

Площади:
- площадь Бисмарка (Bismarckplatz) ныне безымянная площадь-сквер у пересечения улиц Тельмана и Гоголя
- пл. Короля-Оттокара (König-Ottokar-platz) — ныне безымянная площадь-сквер у пересечения улиц Тельмана и Некрасова

## Достопримечательности Марауненхофа
В Марауненхофе находилась Кирха памяти Герцога Альбрехта, построенная в 1913 году. Она была единственной кирхой Кёнигсберга, построенной в неороманском стиле. Кирха была снесена в 1972 году. Сохранился общинный дом. Кирха находилась на площади Кёниг-Оттокарплац
Примечательные виллы:

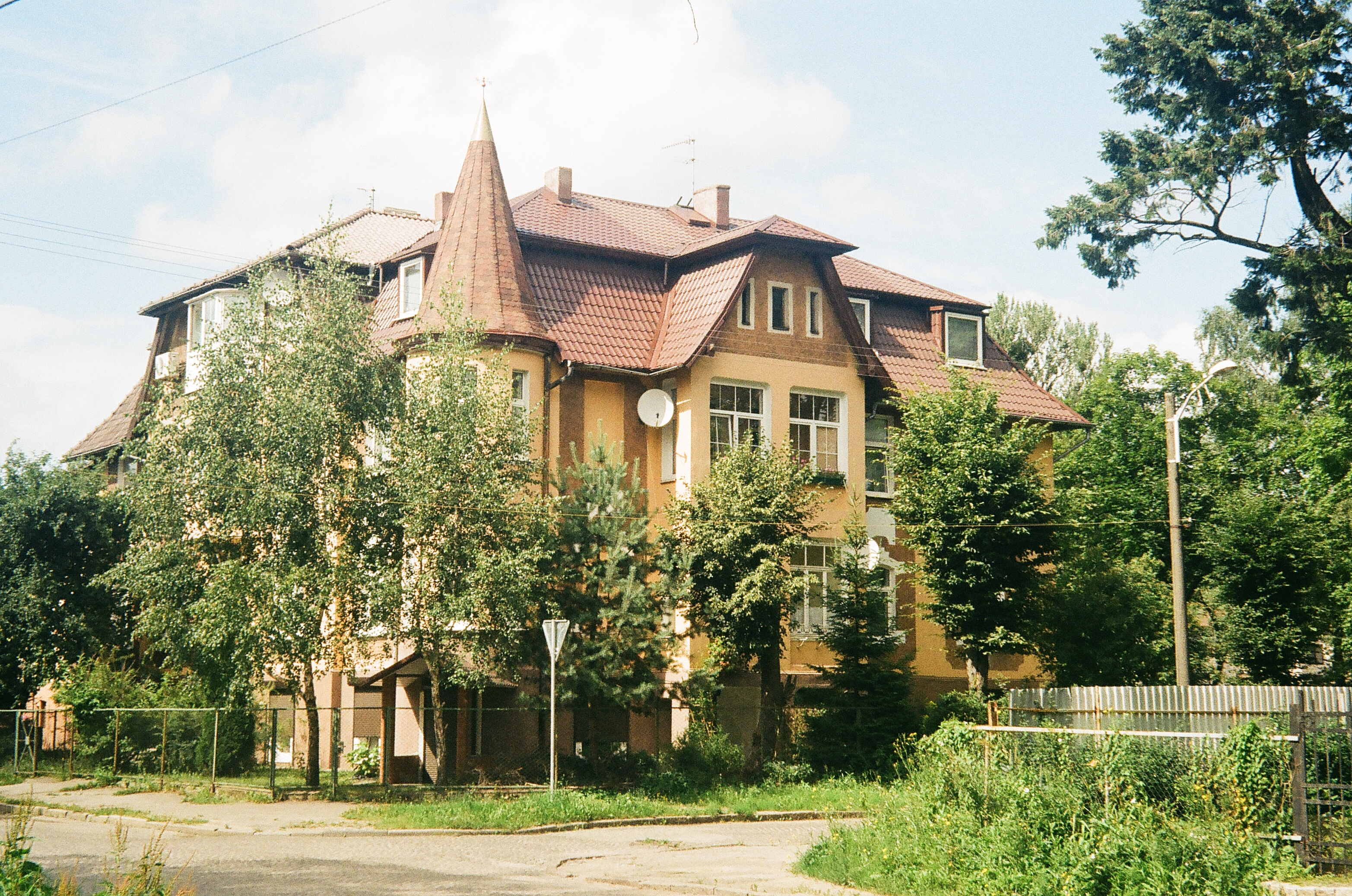
Вилла на ул. Гоголя 1

- Аллея Августы-Виктории (ул. Тельмана), нынешние номера домов: 2, 11, 12, 13 и 14 (вплоть до пл. Бисмарка) и № 15 (у бывшей пл. Бисмарка): большие двухэтажные виллы и виллы в 2 этажа; частично в стиле сельского поместного дома, частично с формами «югендстиля», но без его особых декоративных украшений.
- Аллея Герцога-Альбрехта (ул Тельмана, включая бывшую пл. Короля-Оттокара) № 21, 22, 23, 26, 30, 31, 34, 34a, 35, 36, 40, 42 + 44: виллы в 1 и 2 этажа.
- Вилла по ул. Эрнста-Вихерта, — ул. Гоголя, 1. Двухэтажный угловой дом с мансардной крышей и маленькой башней на углу, постройки приблизительно 1905 года. На лестничной клетке живопись в «югендстиле».
- Двойной жилой дом по ул. Эрнста-Вихерта, 2 — ул. Гоголя, 2. Двухэтажный угловой дом с мансардной крышей и маленькой башней на углу, постройки приблизительно 1905 года.
- Вилла по ул. Эрнста-Вихерта, 3 — ул. Гоголя, 3

Двухэтажный угловой дом с сильно расчленённой формой крыши; постройки приблизительно 1910 г.
- Вилла по ул. Эрнста-Вихерта, 5 — ул. Гоголя, 5

Высота в 1 ? этажа; постройки приблизительно 1910 г.
- Вилла по Лёнштрассе/Валленродштрассе — ул. Лермонтова, 15 (перекрёсток в виде кольцевой площади). Часть второго этажа облицована дранкой из дерева.

## Транспорт
С центром Кёнигсберга Марауненхоф был связан трамвайной линией, проходившей по его главной улице Герцог-Альбрехт-Аллее. В немецкие времена эту линию обслуживал трамвайный маршрут № 7. Сейчас по этой улице проходит автобусный маршрут № 14.
На проходившей рядом с Марауненхофом железнодорожной линии Кёнигсберг-Кранц (Зеленоградск) имелась станция Марауненхоф. Эта железная дорога сохранилась до сих пор, но станция уже не существует. Станция находилась в районе нынешней улицы Первомайской.